# Dieter Baumann
Dieter Baumann, född den 9 februari 1965 i Blaustein i Västtyskland, är en tysk före detta friidrottare som tävlade i medel- och långdistanslöpning.
Baumanns genombrott kom när han blev silvermedaljör på 3 000 meter vid inomhus-EM 1987. Vid Olympiska sommarspelen 1988 blev han oväntat silvermedaljör på 5 000 meter efter John Ngugi. 1989 blev han även bronsmedaljör på 3 000 meter vid inomhus-VM i Budapest. 
Han var i final på 5 000 meter vid VM 1991 i Tokyo där han slutade på fjärde plats. Hans karriärs största framgång kom vid Olympiska sommarspelen 1992 i Barcelona där han vann guld på 5 000 meter på tiden 13.12,52. 
Baumann missade VM 1993 på grund av skador men var tillbaka till EM 1994 där han vann guld på 5 000 meter. Vid VM 1995 slutade han först på en nionde plats. Han deltog även vid Olympiska sommarspelen 1996 där han inte lyckades att försvara sitt guld utan slutade på en fjärde plats, men mindre än en sekund från segraren Vénuste Niyongabo. 
Vid VM 1997 var han åter i final på 5 000 meter och slutade på en femte plats. Han deltog även vid EM 1998 då på 10 000 meter där han slutade tvåa. Under 1999 fastnade han i en dopingkontroll och stängdes av i två år vilket gjorde att han missade Olympiska sommarspelen 2000. Han sista mästerskapsstart var EM 2002 där han blev tvåa på 10 000 meter.

## Personliga rekord
- 3 000 meter - 7.30,50
- 5 000 meter - 12.54,70
- 10 000 meter - 27.21,53